# Cesare Campioli
Cesare Campioli (Reggio Emilia, 24 marzo 1902 – Reggio Emilia, 25 gennaio 1971) è stato un politico e imprenditore italiano.
È stato sindaco di Reggio Emilia per 17 anni, dal 1945 al 1962.

## Biografia

### I primi anni
Cesare Campioli nacque a Cavazzoli, una frazione di Reggio nell'Emilia, il 24 marzo 1902 da una famiglia di piccoli proprietari contadini. Dopo avere lavorato alle Officine Meccaniche Reggiane durante la Grande Guerra, nel ‘19 si avvicinò al movimento giovanile socialista, nello specifico alla corrente massimalista, che allora nel Reggiano era in minoranza, ma dopo il Congresso di Livorno, pur continuando a militare nel partito socialista, si accostò ai comunisti fino a raggiungere la guida della frazione terzinternazionalista reggiana dopo l’espulsione dei riformisti, avvenuta nell’ottobre del ‘22 durante il Congresso di Roma.
Successivamente, in qualità di membro del comitato centrale della frazione e della redazione della rivista quindicinale Pagine Rosse, assunse la carica di segretario provinciale della FGSI, curando con particolare attenzione l'unione con la FGCI, di cui divenne segretario nell'estate 1924, mantenendo la carica fino al 1925.
La fusione fu decisa nel corso del convegno provinciale dei giovani socialisti che si tenne nelle vicinanze di Scandiano, al quale presenziarono alcuni dirigenti della frazione terzinternazionalista e della federazione reggiana del Partito Comunista.
Nel 1926, per sfuggire alle persecuzioni fasciste, si trasferì a Milano dove rimase per 4 anni svolgendo attività sindacale clandestina all'interno della Breda, ma nel 1929, durante una visita occasionale a Reggio Emilia, fu fermato perché ritenuto persona pericolosa e rinchiuso a San Tomaso, il carcere locale.
Fu rispedito a Milano con foglio di via solo all'inizio di gennaio del 1930.

### Gli anni a Parigi
Dopo essere stato schedato politicamente, fu costretto a riparare in Francia passando per la Svizzera, stabilendosi a Parigi con l'aiuto degli amici della emigrazione antifascista.
Nella capitale transalpina, Campioli ricoprì varie cariche all'interno di associazioni sovversive e antifasciste, costituite prevalentemente da elementi italiani fuoriusciti, tra cui spiccavano Palmiro Togliatti, Giuseppe Dozza, Pietro Nenni, Filippo Turati, Claudio Treves, Giuseppe Saragat, Filippo Naldi - all'epoca socialista - e Francesco Saverio Nitti e, dopo avere operato per un breve periodo nell'apparato dell'emigrazione comunista, nell'estate del 1930 rientrò nel Partito Socialista.
Sempre nell'estate del 1930, con la riunificazione dei massimalisti e dei riformisti avvenuta a Parigi, Campioli entrò a far parte del direttivo e, sfruttando le correnti di sinistra del partito, diede vita ad un nuovo patto di azione con i comunisti, che lo condusse persino in Belgio e in Olanda, dove partecipò, disubbidendo, ad un congresso internazionale contro il fascismo e la guerra organizzato da alcuni comunisti e cattolici.
Nello stesso anno, sempre nella capitale francese fondò, insieme ad alcuni emigranti reggiani, la Associazione Fratellanza Reggiana, una organizzazione con intenti assistenzialistici e con una forte caratterizzazione antifascista, attiva ancora oggi. Il principale scopo della Associazione era quello di stabilire collegamenti con corregionali residenti nel Regno, per una possibile penetrazione in Italia di stampa antifascista.
Ma sul finire del 1933 fu espulso dal Partito Socialista e, negli anni seguenti, specialmente dal 1935 al 1939, intensificò il proprio impegno con i comunisti, partecipando ai vari congressi internazionali e lavorando come reclutatore di uomini per conto del Comitato Nazionale per l'aiuto alla Spagna repubblicana durante la Guerra civile spagnola.
Nel 1943, poco prima dell'Armistizio, fu promotore di numerose manifestazioni di protesta antifasciste dell'emigrazione, di cui la più eclatante fu quella tenuta davanti al Consolato italiano a Parigi, mentre come membro del movimento di resistenza e liberazione nazionale francese si occupò dell'organizzazione della stampa clandestina nella capitale.

### Il ritorno in Italia e l'elezione a Sindaco
Dopo la caduta di Mussolini, Campioli ripartì con la famiglia per l'Italia alla fine di luglio 1943, ma venne arrestato a Bardonecchia insieme a Saragat e rinchiuso nel carcere di Susa, dal quale non uscì che il 20 agosto dello stesso anno.
Al suo rientro a Reggio Emilia, si impegnò per dare vita al fronte patriottico nazionale, partecipando anche alle riunioni bolognesi del cosiddetto Comitato d'intesa patriottica e fu proprio dal suo incontro con alcuni esponenti della sinistra felsinea come l'avvocato Pellizzi che nacque il Comitato provinciale di Liberazione Nazionale.
Il lavoro di Campioli all'interno del CLN di Reggio Emilia subì però una breve interruzione fra luglio e settembre 1944, quando venne chiamato a dirigere la Federazione Comunista Parmense ma, dopo avere subito l'ennesimo arresto, questa volta assieme a Giorgio Amendola, fece ritorno a Reggio continuando ad operare all'interno del PCI fino a quando, subito dopo la Liberazione, venne eletto primo cittadino della sua città.
Inizialmente, fu sindaco della giunta municipale reggiana nominata dal prefetto con decreto del 4 maggio 1945, mentre negli anni successivi fu rieletto per altre 4 legislature, sempre con il Partito Comunista Italiano.
L'esperienza da sindaco culminò con gli avvenimenti del 7 luglio 1960 a Reggio Emilia quando, ponendosi a fianco dei lavoratori scesi in piazza per contestare il Governo Tambroni, fu testimone del tragico eccidio di Reggio Emilia causato dal fuoco della Polizia sui manifestanti.
In quell'occasione Campioli si sarebbe reso protagonista di alcuni gesti eroici in difesa dei compagni in difficoltà, come testimoniano le cronache dell'epoca.

### Gli ultimi anni
Nel giugno del 1962 lasciò anticipatamente la carica di sindaco, assumendo la presidenza della Azienda municipalizzata del gas e, dopo essere stato confermato alla guida della locale lega dei comuni democratici e del Consiglio Federativo della Resistenza e avere operato a lungo come imprenditore nel settore delle attrezzature per la stampa, morì il 25 gennaio 1971, a 68 anni.

## Opere
- Cesare Campioli, "Cronache di lotta: nel movimento operaio reggiano, fra gli esuli antifascisti a Parigi, la resistenza, sindaco di Reggio Emilia", Parma, Guanda, 1965.